# Region północny (diecezja Fairbanks)
Region północny (ang. Northern Region) – rzymskokatolicki region (dekanat) diecezji Fairbanks, w Stanach Zjednoczonych. Obejmuje północną Alaskę. W jego skład wchodzi 5 parafii.

## Parafie regionu
- Kotzebue – parafia św. Franciszka Ksawerego
- Little Diomede Island – parafia św. Judy Tadeusza
- Nome – parafia św. Józefa
- Pilgrim Springs – misja Najświętszej Maryi Panny z Lourdes (zlikwidowana w 1941)[1]
- Teller – parafia św. Anny
- Utqiaġvik – parafia św. Patryka